# Ratério
Ratério de Verona (em latim: Ratherius; em francês:  Rathier; Liège, 890 – Namur, 25 de abril de 974) foi um professor, escritor e bispo de Verona do século X cujas opiniões políticas acabaram por levá-lo ao exílio.

## Biografia
Ratério nasceu por volta de 887 numa família nobre que vivia perto de Liège. Ainda garoto, foi enviado como oblato para a abadia beneditina Lobbes no Condado de Hainaut, onde acumulou um vasto conhecimento e tornou-se monge. Ainda jovem, demonstrou sua natureza impiedosa, de difícil trato, grande ambição e um zelo inquebrantável. Consequentemente, apesar de sua estrita ortodoxia, sabedoria e sobriedade na conduta, encontrou enormes dificuldades em todas as posições que assumiu e em nenhum lugar obteve sucesso em suas empreitadas. Passo a vida vagando por vários lugares sem conseguir realizar seus objetivos.
Quando Hilduíno de Lobbes foi, em 926, para a Itália, onde seu primo, Hugo da Provença, era rei, levou Ratério consigo como companheiro de viagem. Depois de muitas dificuldades, Ratério recebeu do rei a Diocese de Verona em 931. Mas ele só conseguiu governa-la por dois anos, pois rapidamente criou atritos tanto com membros da diocese quanto com o rei, que mandou que ele fosse preso e levado a Como. Em 939, Ratério escapou e voltou para a Provença, onde trabalhou como tutor de uma família nobre até conseguir voltar para sua abadia em Lobbes em 944. Ainda como bispo, comentou certa vez que se tentasse impor os cânones sobre a castidade aos membros do clero, a Igreja ficaria somente com os garotos. E se impusesse os contra os bastardos, mesmo eles ficariam de fora.
Em 946, foi novamente para a Itália e, depois de permanecer por um tempo como prisioneiro de Berengário, o rival de Hugo, conseguiu novamente seu posto em Verona. As dificuldades que apareceram desta vez foram tão grandes que ele teve que fugir de novo para a Alemanha depois de apenas dois anos, onde ficou vagando de cidade em cidade. Ele participou em seguida da expedição de Ludolfo da Suábia, o filho do  imperador Otão I, mas isso não foi suficiente para conseguir recuperar sua diocese e, em 952, Ratério voltou para Lobbes.
De lá, foi convocado para lecionar na Escola Catedrática de Colônia pelo arcebispo Bruno de Colônia, que, em 953, deu-lhe a Diocese de Liège. Porém, já em 955, uma revolta da nobreza contra Ratério obrigou-o a deixar a sé e ele desta vez se retirou para a Abadia de Aulne. Em 962, o imperador Otão reconduziu-o à sua sé episcopal em Verona, mas depois de sete anos de constantes disputas e dificuldades, Ratério foi obrigado a renunciar. Em 968, foi novamente para Lobbes, onde incitou uma revolta tão grande contra o abade Flocuíno que o bispo Notker de Liège teve que intervir à força, enviando, em 972, Ratério de volta para Aulne, onde ele ficou até morrer em 25 de abril de 974, em Namur.

## Obras
Suas obras são tão pouco sistematizadas quanto sua vida foi tumultuada. Embora seu estilo seja confuso e pouco claro, seus textos geralmente são referentes a ocasiões em particular, panfletos inventivos contra seus adversários. Escreveu ainda reclamações contra si próprio.
Enquanto esteve preso em Pavia, Ratério escreveu "Praeloquia", um tratado sobre a vida santificada e as condições profanas em que viviam os bispos da Itália, em seis livros, criticando todas as camadas sociais de sua época.
Entre as demais obras de Ratério estão:
- "Conclusio deliberativa" e "Phrensis" - doze livros defendendo seu direito à Diocese de Liège escritos depois de ter sido forçado a abandonar Verona;
- "Dialogus confessionum" e "Qualitatis conjunctura", uma impensada auto-acusação;
- "De contemptu canonum", "Synodica", "Discordia inter ipsum et clericos" e "Liber apologeticus", contra o clero e em sua defesa.

Alguns de seus sermões e cartas também foram preservados. São obras foram editadas pelos irmãos Ballerini (Verona, 1765), a mesma versão republicada por Migne no volume 136 da Patrologia Latina. Cartas ainda não editadas estão em "Studie documenti di storia e diritto" (1903; 51-72).

### Atribuição
- "Ratherius of Verona" na edição de 1913 da Enciclopédia Católica (em inglês).  Em domínio público.